# آرثر كوليت
آرثر كوليت (بالنرويجية البوكمول: Arthur Collett)‏ هو محرر نرويجي، ولد في 8 مايو 1879، وتوفي في 2 أغسطس 1968.